# Sparganothina tena
Espèce
Sparganothina tena est une espèce de papillons de nuit de la famille des Tortricidae.

## Répartition et habitat
Sparganothina tena est décrite de la province de Napo, en Équateur.

## Taxinomie
L'espèce Sparganothina tena est décrite par Bernard Landry en 2001.